# Селестина Римская
Селестина (Рим, между 230 и 240 — Рим, между 253 и 260) — святая мученица Римская, матрона. День памяти — 8 сентября.
Согласно, святая Селестина была римской матроной, пострадавшей, как и многие другие жительницы Рима, во времена императора Валериана за исповедание христианской веры. Тело святой было обретено на кладбище, основанном во времена святой Кириаки. Были обнаружены ампула с её кровью и элементы шейных позвонков, указывавшие на то, что святая была обезглавлена. При осмотре мощей в 1731 году был сделан вывод о том, что св. мученица была крепкого телосложения и имела от роду примерно 21 год.